# Thea LaFond
Thea LaFond (Roseau, 5 aprile 1994) è una triplista e altista dominicense, primatista nazionale di entrambe le specialità.
Ha vinto la medaglia d'oro nella gara di salto triplo alle Olimpiadi di Parigi 2024 con la misura di 15,02 m, conquistando la prima medaglia della storia di Dominica ai Giochi Olimpici.

## Progressione

### Salto triplo
| Stagione | Misura  | Luogo        | Data      | Rank. Mond. |
| -------- | ------- | ------------ | --------- | ----------- |
| 2017     | 14,20 m | Filadelfia   | 29-4-2017 | 21ª         |
| 2016     | 13,41 m | Greensboro   | 15-5-2016 | 137ª        |
| 2015     | 13,35 m | Toronto      | 21-7-2015 | 144ª        |
| 2013     | 13,25 m | Eugene       | 7-6-2013  |             |
| 2012     | 12,94 m | San Salvador | 1-7-2012  |             |
| 2011     | 12,58 m | Filadelfia   | 28-4-2011 |             |

## Palmarès
| Anno | Manifestazione          | Sede           | Evento         | Risultato | Prestazione | Note                                     |
| ---- | ----------------------- | -------------- | -------------- | --------- | ----------- | ---------------------------------------- |
| 2011 | Mondiali U18            | Lilla          | Salto in alto  | 30ª (q)   | 1,62 m      |                                          |
| 2011 | Mondiali U18            | Lilla          | Salto triplo   | 25ª (q)   | 12,15 m     |                                          |
| 2012 | Mondiali U20            | Barcellona     | Salto triplo   | 19ª (q)   | 12,66 m     |                                          |
| 2013 | Panamericani U20        | Medellín       | Salto in alto  | Bronzo    | 1,76 m      |                                          |
| 2013 | Panamericani U20        | Medellín       | Salto triplo   | 7ª        | 12,57 m     |                                          |
| 2014 | Giochi del Commonwealth | Glasgow        | Salto in alto  | Finale    | nm          |                                          |
| 2014 | Giochi del Commonwealth | Glasgow        | Salto triplo   | 11ª       | 12,64 m     |                                          |
| 2015 | Giochi panamericani     | Toronto        | Salto in alto  | 13ª       | 1,80 m      |                                          |
| 2015 | Giochi panamericani     | Toronto        | Salto triplo   | 12ª       | 13,35 m     | Record nazionale                         |
| 2015 | Campionati NACAC        | San José       | Salto in alto  | 6ª        | 1,76 m      |                                          |
| 2015 | Campionati NACAC        | San José       | Salto triplo   | 6ª        | 13,60 m     | w                                        |
| 2016 | Giochi olimpici         | Rio de Janeiro | Salto triplo   | 37ª (q)   | 12,82 m     |                                          |
| 2017 | Mondiali                | Londra         | Salto triplo   | 19ª (q)   | 13,82 m     |                                          |
| 2018 | Mondiali indoor         | Birmingham     | Salto triplo   | 17ª       | 13,68 m     |                                          |
| 2018 | Giochi del Commonwealth | Gold Coast     | Salto triplo   | Bronzo    | 13,92 m     |                                          |
| 2018 | Giochi CAC              | Barranquilla   | Salto triplo   | 11ª       | 13,02 m     |                                          |
| 2018 | Campionati NACAC        | Toronto        | Salto triplo   | Bronzo    | 13,74 m     |                                          |
| 2019 | Giochi panamericani     | Lima           | Salto triplo   | 8ª        | 13,70 m     |                                          |
| 2021 | Giochi olimpici         | Tokyo          | Salto triplo   | 12ª       | 12,57 m     |                                          |
| 2022 | Mondiali indoor         | Belgrado       | Salto triplo   | 4ª        | 14,53 m     |                                          |
| 2022 | Mondiali                | Eugene         | Salto triplo   | 5ª        | 14,56 m     |                                          |
| 2022 | Giochi del Commonwealth | Birmingham     | Salto triplo   | Argento   | 14,39 m     |                                          |
| 2022 | Campionati NACAC        | Freeport       | Salto in lungo | 4ª        | 6,34 m      |                                          |
| 2022 | Campionati NACAC        | Freeport       | Salto triplo   | Oro       | 14,49 m     | Record dei campionati                    |
| 2023 | Giochi CAC              | San Salvador   | Salto triplo   | 4ª        | 14,42 m     |                                          |
| 2023 | Mondiali                | Budapest       | Salto triplo   | 5ª        | 14,90 m     | Record nazionale                         |
| 2023 | Giochi panamericani     | Santiago       | Salto triplo   | Bronzo    | 14,25 m     |                                          |
| 2024 | Mondiali indoor         | Glasgow        | Salto triplo   | Oro       | 15,01 m     | Record nazionale                         |
| 2024 | Giochi olimpici         | Parigi         | Salto triplo   | Oro       | 15,02 m     | Record nazionale                         |
| 2025 | Mondiali indoor         | Nanchino       | Salto triplo   | 4ª        | 14,18 m     | Miglior prestazione personale stagionale |